# ヤセムツ科
ヤセムツ科（学名：Epigonidae）は、スズキ目スズキ亜目に所属する魚類の分類群の一つ。ヤセムツなど、深海魚を中心に7属43種が含まれる。

## 分布・生態
ヤセムツ科の魚類はすべて海水魚で、インド洋・太平洋・大西洋など、世界中の海に幅広く分布する。主な生息域は外洋の深海で、大陸棚や海山の周辺にかけて分布し、しばしば中層にも進出する。ほとんどの仲間は水深200~1,000mの中深層で暮らし、稚魚は中層で、成魚は海底と密接に関連した生活を送る種類が多い。
一部の大型種は食用とされることもあるが、漁獲対象として利用されることは一般にほとんどない。

## 形態
ヤセムツ科の仲間はやや細長く、円筒形あるいは紡錘形の体型をもつ。体長10-20cm程度の種類が多いが、最大種では約58cmに達する。眼は大きく発達する。
背鰭は2つで互いの間隔は離れ、第1背鰭の棘条は7-8本であるなど、一般形態は近縁のテンジクダイ科と類似する。椎骨の数が両グループの鑑別点の一つとなっており、テンジクダイ類の24個に対しヤセムツ科魚類は25個である。
背鰭と臀鰭の軟条部は鱗に覆われる。前上顎骨の突起は退化的で、もたない場合もある。トゲメオキムツ属（1種のみを含む）は鰓蓋骨に3本のトゲをもち、ハタ科魚類との類似が指摘されている。

## 分類
ヤセムツ科にはNelson（2016）の体系において7属43種が認められている。本科はかつてテンジクダイ科の一亜科として分類されていたが、近年ではJohnson（1984）の見解に従い独立の科として扱われるようになっている。
- ウロコヤセムツ属 Brephostoma

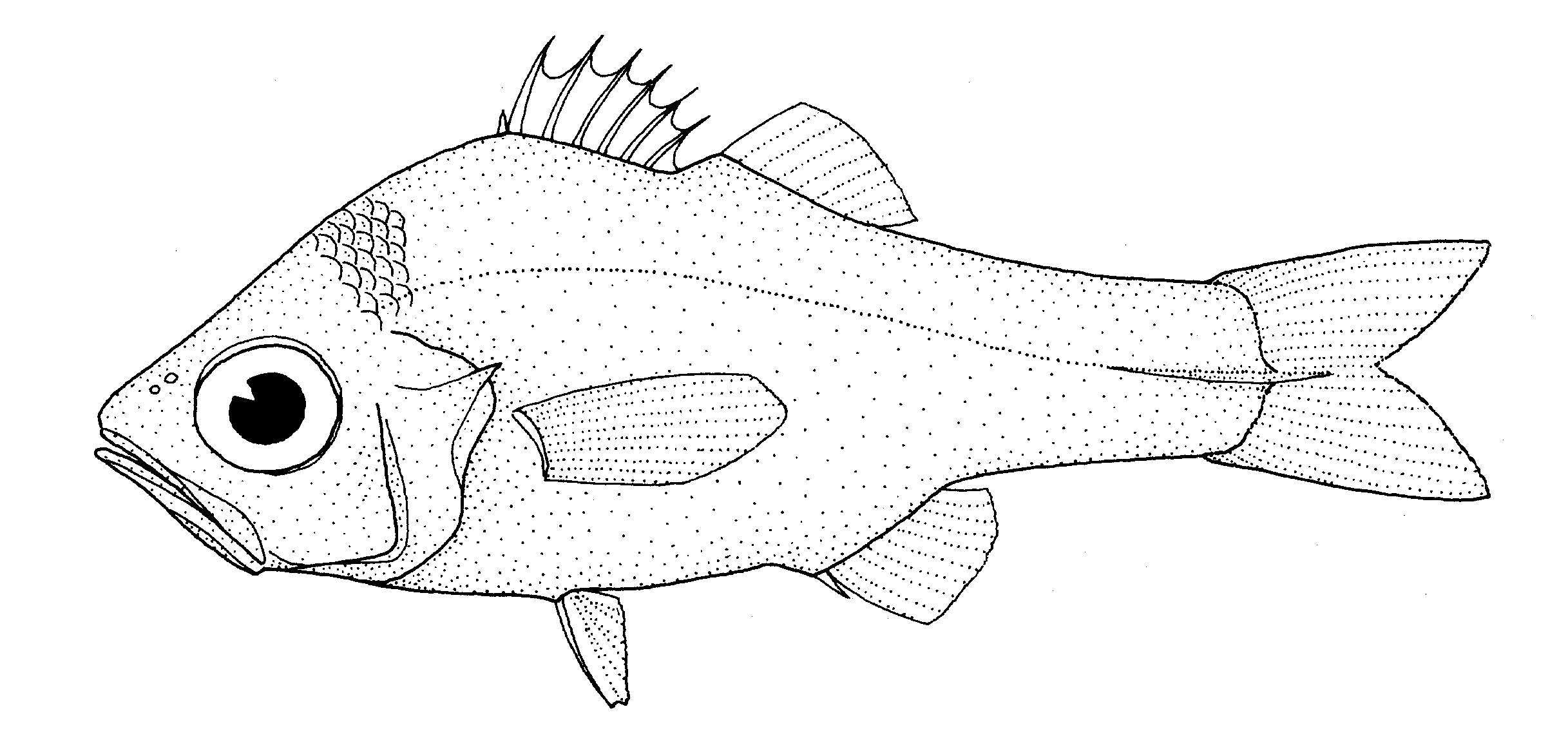
マルトゲスミクイウオ Rosenblattia robusta （マルトゲスミクイウオ属）。南半球に幅広く分布する中層遊泳性の深海魚

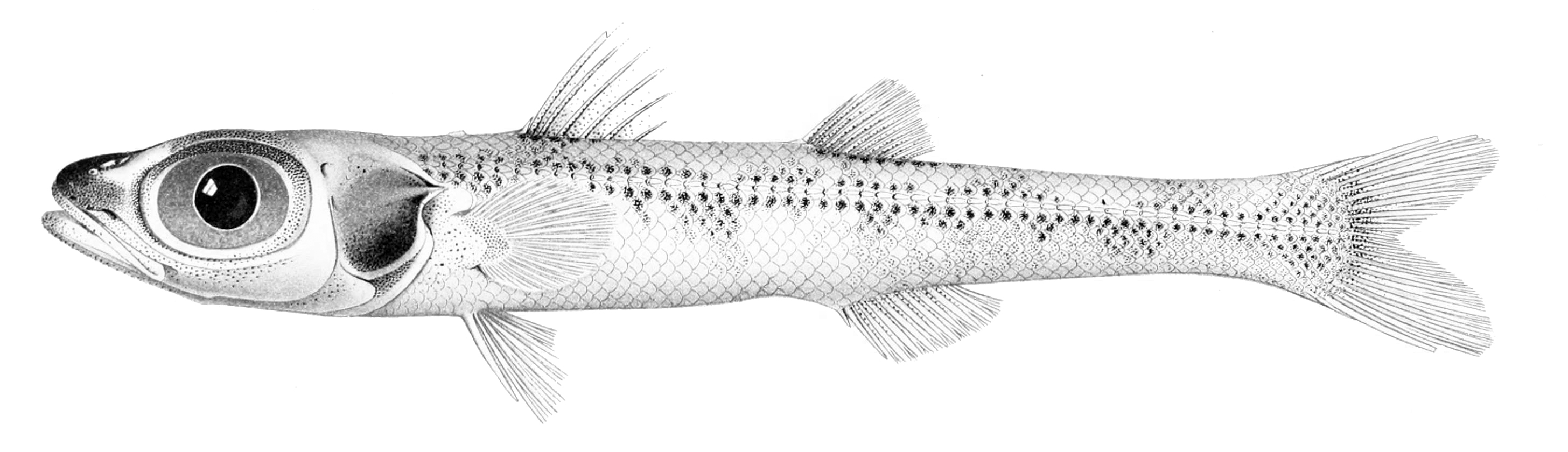
ヒラヤセムツ Epigonus atherinoides （ヤセムツ属）。太平洋の外洋に分布し、海山の周辺から記録されている

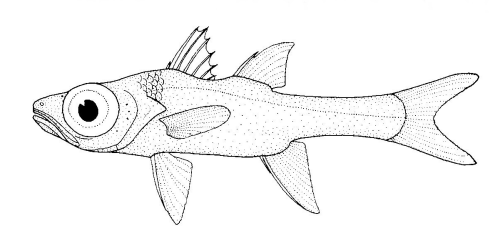
ヤセムツ属の1種（Epigonus lenimen）。インド太平洋の水深530-820mに分布する

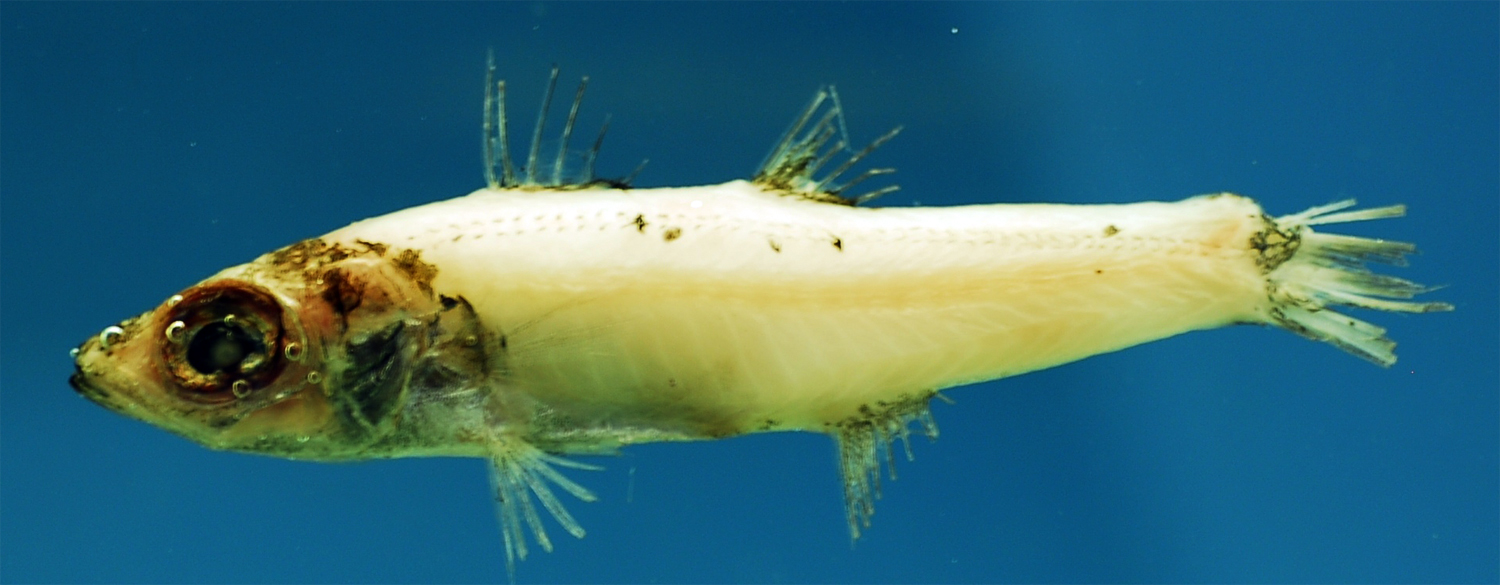
ヤセムツ属の1種（Epigonus occidentalis）。メキシコ湾・カリブ海の深海に産する種類

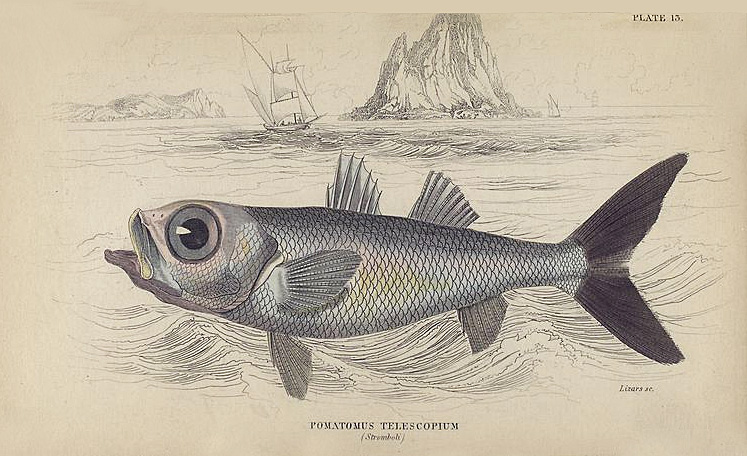
ヤセムツ属の1種（Epigonus telescopus）。本科中の最大種。主に北大西洋に生息し、食用として利用されることもある

  - ウロコヤセムツ[8] Brephostoma carpenteri
- トゲメオキムツ属 Sphyraenops
  - トゲメオキムツ Sphyraenops bairdianus
- マルトゲスミクイウオ属 Rosenblattia
  - マルトゲスミクイウオ[9] Rosenblattia robusta
- ヤセムツ属 Epigonus
  - ナガヤセムツ Epigonus ctenolepis
  - ハゲヤセムツ Epigonus denticulatus
  - ヒラヤセムツ Epigonus atherinoides
  - ヤセムツ Epigonus pectinifer
  - Epigonus affinis
  - Epigonus angustifrons
  - Epigonus carbonarius
  - Epigonus cavaticus
  - Epigonus chilensis
  - Epigonus constanciae
  - Epigonus crassicaudus
  - Epigonus devaneyi
  - Epigonus elegans
  - コゲメヤセムツ Epigonus elongatus
  - Epigonus exodon
  - イブシギンヤセムツ Epigonus fragilis
  - Epigonus glossodontus
  - Epigonus heracleus
  - オオメヤセムツ Epigonus lenimen
  - Epigonus lifouensis
  - Epigonus machaera
  - Epigonus macrops
  - Epigonus marimonticolus
  - Epigonus marisrubri
  - Epigonus mayeri
  - Epigonus notacanthus
  - Epigonus occidentalis
  - Epigonus oligolepis
  - Epigonus pandionis
  - Epigonus parini
  - Epigonus robustus
  - Epigonus telescopus
  - Epigonus thai
  - Epigonus trunovi
  - Epigonus tuberculatus
  - Epigonus waltersensis
- Brinkmannella 属
  - Brinkmannella elongata
- Florenciella 属
  - Florenciella lugubris
- Microichthys 属
  - Microichthys coccoi
  - Microichthys sanzoi